# Maxime De Zeeuw
Maxime De Zeeuw (ur. 27 kwietnia 1987 w Uccle) – belgijski koszykarz występujący na pozycjach silnego skrzydłowego lub środkowego, reprezentant kraju.
19 września 2020 zawarł kontrakt ze Stelmetem BC Zielona Góra. 28 września opuścił klub, rozwiązując umowę za porozumieniem stron z powodów osobistych.

## Osiągnięcia
Stan na 29 września 2020, na podstawie, o ile nie zaznaczono inaczej.

### Drużynowe
- Mistrz Czech (2016)
- Wicemistrz Niemiec (2017)
- Finalista Pucharu Belgii (2014)
- Uczestnik rozgrywek międzynarodowych:
  - Eurocup (2014/2015)
  - EuroChallenge (2012–2014)
  - FIBA Europe Cup (2015/2016)
  - Ligi Mistrzów (2016–2018)

### Indywidualne
- MVP krajowy ligi belgijskiej (2014)
- Debiutant roku ligi belgijskiej (2005)
- Najlepszy młody zawodnik ligi belgijskiej (2009)

### Reprezentacja
Seniorów
- Uczestnik:
  - mistrzostw Europy (2011 – 21. miejsce, 2013 – 9. miejsce, 2015 – 13. miejsce, 2017 – 19. miejsce)
  - kwalifikacji do:
    - mistrzostw świata (2017 – 28. miejsce)
    - Eurobasketu (2009, 2012, 2014, 2016, 2020)

Młodzieżowe
- Uczestnik:
  - mistrzostw Europy U–20 dywizji B (2007 – 10. miejsce)
  - kwalifikacji do Eurobasketu U–16 (2003)